# Uber Eats
Uber Eats è una piattaforma statunitense di ordinazione e consegna di cibo online lanciata da Uber nel 2014 e con sede a San Francisco, in California.

## Storia
La società madre di Uber Eats, Uber, è stata fondata nel 2009 da Garrett Camp e Travis Kalanick. L'azienda ha iniziato la consegna di cibo nell'agosto 2014 con il lancio del servizio UberFRESH a Santa Monica. Nel 2015, la piattaforma è stata rinominata UberEATS, e il software di ordinazione è stato sviluppato come una propria applicazione, separata dall'app per le corse Uber. La sua operatività a Londra è stata aperta nel 2016, e dal 26 ottobre 2016 arriva anche a Milano. 
Nell'agosto 2018, Uber Eats ha cambiato la sua tariffa di spedizione fissa di $ 4,99 a una tariffa determinata dalle distanze. La tariffa varia da un minimo di $ 2 a un massimo di $ 8. Nel Regno Unito e in Irlanda, la tariffa di consegna si basa sul valore dell'ordine. Nel febbraio 2019, Uber Eats ha annunciato che avrebbe ridotto la sua commissione dal 35% del valore dell'ordine al 30%. Nell'ambito della sua espansione nei mercati esteri, la società ha annunciato l'intenzione di aprire ristoranti virtuali nel Regno Unito. A volte chiamati ristoranti cloud o cucine cloud, sono cucine di ristoranti con personale per preparare e consegnare cibo.
Nel novembre 2018, la società ha annunciato l'intenzione di triplicare la propria forza lavoro nei mercati europei. A novembre 2018, la società ha riferito di aver effettuato consegne di cibo in 200 città in 20 paesi nei mercati EMEA.
Nel 2019, Uber Eats ha dichiarato che avrebbe consegnato cibo ai clienti tramite droni e ha collaborato con Apple per la distribuzione della Apple Card. A luglio, Uber Eats ha iniziato a offrire un'opzione per cenare in alcune città che consentiva ai clienti di ordinare il cibo in anticipo e poi mangiare al ristorante.
Settembre 2019, Uber Eats ha dichiarato che lascerà il mercato della Corea del Sud; l'agenzia Reuters attribuisce ciò alla quantità di concorrenza per le società di consegna di cibo in Corea. In ottobre, la società ha lanciato un'opzione di ritiro. Il 15 ottobre 2019, la società ha dichiarato che avrebbe consegnato da tutti i fast food Burger King degli Stati Uniti.
Il 21 gennaio 2020, Zomato ha dichiarato che avrebbe acquisito tutte le azioni di Uber Eats in India. Come parte dell'accordo, Uber deterrà il 10% del capitale di Zomato, il quale guadagnerà tutti gli utenti di Uber Eats in India. Al momento dell'accordo, Zomato aveva un valore di circa 3,55 miliardi di dollari.
Il 28 gennaio 2020 è stato riferito che Uber Eats non aveva più i diritti esclusivi di consegna per McDonald's nel Regno Unito, poiché la società di fast food aveva collaborato con Just Eat. L'azienda aveva già perso i suoi diritti esclusivi di consegna con McDonald's negli Stati Uniti l'anno prima.
Nel marzo 2020, durante la pandemia di COVID-19, Uber Eats ha registrato un aumento del 30% dei nuovi clienti.
Nel 2021 il Tribunale di Milano pronuncia una sentenza di condanna per caporalato per UberEats, a causa della intermediazione illecita e allo sfruttamento del lavoro dei ciclo-fattorini.
Nel 2023 UberEats lascia il mercato italiano, a causa di una crescita non in linea con le aspettative aziendali per la sostenibilità del business nel lungo periodo. Con questa decisione, 4000 rider rimangono senza lavoro e senza garanzie, portando a una sentenza del Tribunale del lavoro di Milano per condotta antisindacale.